# Liste der Kulturdenkmale in Remse

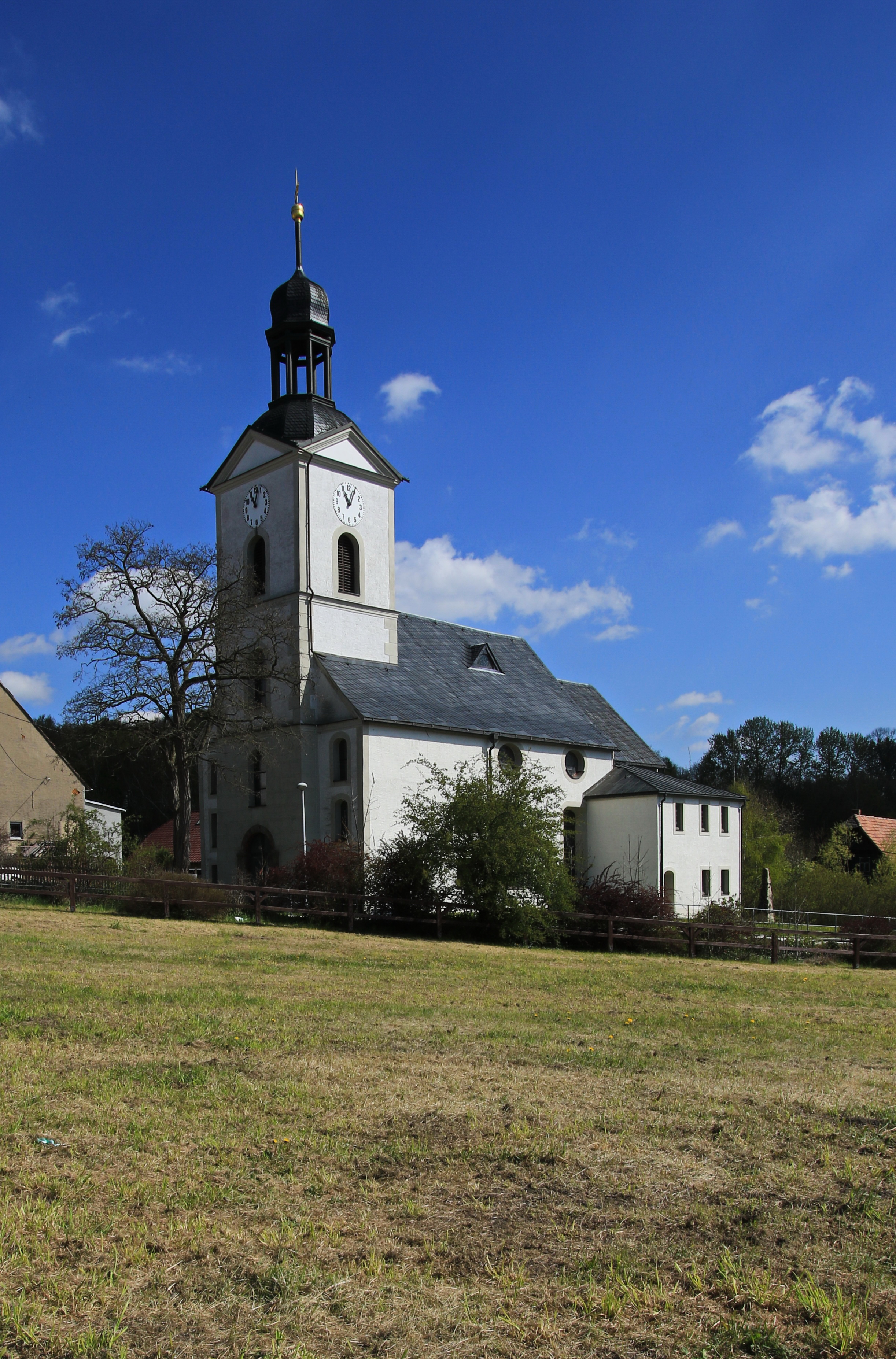
Kirche in Remse

Die Liste der Kulturdenkmale in Remse enthält die Kulturdenkmale in Remse.
Diese Liste ist eine Teilliste der Liste der Kulturdenkmale in Sachsen.

## Legende
- Bild: Bild des Kulturdenkmals, ggf. zusätzlich mit einem Link zu weiteren Fotos des Kulturdenkmals im Medienarchiv Wikimedia Commons. Wenn man auf das Kamerasymbol klickt, können Fotos zu Kulturdenkmalen aus dieser Liste hochgeladen werden:
- Bezeichnung: Denkmalgeschützte Objekte und ggf. Bauwerksname des Kulturdenkmals
- Lage: Straßenname und Hausnummer oder Flurstücknummer des Kulturdenkmals. Die Grundsortierung der Liste erfolgt nach dieser Adresse. Der Link (Karte) führt zu verschiedenen Kartendiensten mit der Position des Kulturdenkmals. Fehlt dieser Link, wurden die Koordinaten noch nicht eingetragen. Sind diese bekannt, können sie über ein Tool mit einer Kartenansicht einfach nachgetragen werden. In dieser Kartenansicht sind Kulturdenkmale ohne Koordinaten mit einem roten bzw. orangen Marker dargestellt und können durch Verschieben auf die richtige Position in der Karte mit Koordinaten versehen werden. Kulturdenkmale ohne Bild sind an einem blauen bzw. roten Marker erkennbar.
- Datierung: Baubeginn, Fertigstellung, Datum der Erstnennung oder grobe zeitliche Einordnung entsprechend des Eintrags in der sächsischen Denkmaldatenbank
- Beschreibung: Kurzcharakteristik des Kulturdenkmals entsprechend des Eintrags in der sächsischen Denkmaldatenbank, ggf. ergänzt durch die dort nur selten veröffentlichten Erfassungstexte oder zusätzliche Informationen
- ID: Vom Landesamt für Denkmalpflege Sachsen vergebene, das Kulturdenkmal eindeutig identifizierende Objekt-Nummer. Der Link führt zum PDF-Denkmaldokument des Landesamtes für Denkmalpflege Sachsen. Bei ehemaligen Kulturdenkmalen können die Objektnummern unbekannt sein und deshalb fehlen bzw. die Links von aus der Datenbank entfernten Objektnummern ins Leere führen. Ein ggf. vorhandenes Icon  führt zu den Angaben des Kulturdenkmals bei Wikidata.

## Remse
| Bild                                    | Bezeichnung                                                                                            | Lage                                    | Datierung                                            | Beschreibung | ID       |
| --------------------------------------- | --- | --------------------------------------- | ---------------------------------------------------- | --- | -------- |
| Direkt Bild zu diesem Denkmal hochladen | Wohnhaus                                                                                               | Am Berg 17 (Karte)                      | um 1800                                              | Sozialgeschichtlich von Bedeutung, mit Fachwerk-Obergeschoss. Erdgeschoss massiv, Obergeschoss Fachwerk, Anbau zu groß. | 09242347 |
| Direkt Bild zu diesem Denkmal hochladen | Wohnhaus                                                                                               | Am Berg 19 (Karte)                      | bezeichnet 1793                                      | Sozialgeschichtlich von Bedeutung, mit Fachwerk-Obergeschoss. Fachwerk-Obergeschoss, Erdgeschoss massiv und verändert. | 09242348 |
| Direkt Bild zu diesem Denkmal hochladen | Wohnhaus                                                                                               | Am Berg 46 (Karte)                      | um 1800                                              | Sozialgeschichtlich von Bedeutung, mit Fachwerk-Obergeschoss. Erdgeschoss massiv, Obergeschoss Fachwerk. | 09242349 |
| Direkt Bild zu diesem Denkmal hochladen | Wohnhaus                                                                                               | August-Bebel-Straße 5 (Karte)           | 2. Hälfte 18. Jahrhundert                            | Bau- und sozialgeschichtlich von Bedeutung, mit Fachwerk-Obergeschoss, Schwelle mit Schiffchenkehlen, ortsbildprägende Bedeutung durch Lage an Hauptdurchfahrtsstraße. Fachwerk-Obergeschoss, Erdgeschoss massiv, Krüppelwalmdach, Schiffchenkehlen in Schwelle deuten auf ältere Bauphase, guter Erhaltungszustand. | 09242333 |
| Direkt Bild zu diesem Denkmal hochladen | Wohnhaus                                                                                               | August-Bebel-Straße 6 (Karte)           | bezeichnet 1823                                      | Sozialgeschichtlich von Bedeutung, mit Fachwerk-Obergeschoss, ortsbildprägende Bedeutung durch Lage an Hauptdurchfahrtsstraße. An Schwelle datiert, Erdgeschoss massiv und stark verändert, Obergeschoss Fachwerk mit zu großen Fenstern, traufseitiger Anbau mit Fachwerk. | 09242334 |
| Direkt Bild zu diesem Denkmal hochladen | Wohnhaus                                                                                               | August-Bebel-Straße 14 (Karte)          | um 1700                                              | Bau- und sozialgeschichtlich von Bedeutung, mit Fachwerk-Obergeschoss, teilweise altertümliche Fachwerkkonstruktion (Kopfstreben), ortsbildprägende Bedeutung durch Lage an Hauptdurchfahrtsstraße. Fachwerk-Obergeschoss mit geblatteten Kopfbändern, zu große Fenster, alle Bauten in August-Bebel-Str. wurden stärker verändert, insbesondere durch Einbau zu großer Fenster, trotzdem Aufnahme in Denkmalliste wegen großer Bedeutung durch Lage an Hauptdurchfahrtsstraße. | 09242335 |
| Direkt Bild zu diesem Denkmal hochladen | Villa mit Toreinfahrt und Garten                                                                       | August-Bebel-Straße 15 (Karte)          | bezeichnet 1889                                      | Baugeschichtlich und ortsgeschichtlich von Bedeutung, repräsentativer, großbürgerlicher, historistischer Villenbau, Klinkerfassade mit Eckturm und Loggia. Klinkerfassade, gelb, Putzornamentik, Fensterüberdachungen durch Dreiecksgiebel, Kranzgesims, weit überkragendes Dach, originale Dachaufbauten, heute Pflegeheim. | 09242336 |
| Direkt Bild zu diesem Denkmal hochladen | Wohnhaus über winkelförmigem Grundriss                                                                 | August-Bebel-Straße 21 (Karte)          | um 1800                                              | Sozialgeschichtlich von Bedeutung, mit Fachwerk-Obergeschoss, wichtig durch Straßenlage an Hauptstraße. Fachwerk-Obergeschoss, Erdgeschoss massiv, Garageneinbau, Tür im Obergeschoss, Satteldach, guter Zustand. | 09242337 |
| Direkt Bild zu diesem Denkmal hochladen | Wohnhaus                                                                                               | August-Bebel-Straße 28 (Karte)          | um 1800                                              | Sozialgeschichtlich von Bedeutung, mit Fachwerk-Obergeschoss, wichtig durch Straßenlage an Hauptstraße. Zu große Fenster, Erdgeschoss massiv. | 09242338 |
| Direkt Bild zu diesem Denkmal hochladen | Wohnhaus                                                                                               | August-Bebel-Straße 29 (Karte)          | um 1800                                              | Sozialgeschichtlich von Bedeutung, mit Fachwerk-Obergeschoss, wichtig durch Straßenlage an Hauptstraße. Fachwerk-Obergeschoss, Erdgeschoss massiv, zu große Fenster. | 09242339 |
| Direkt Bild zu diesem Denkmal hochladen | Wohnhaus                                                                                               | August-Bebel-Straße 32 (Karte)          | bezeichnet 1705                                      | Sozialgeschichtlich von Bedeutung, mit Fachwerk-Obergeschoss, wichtig durch Straßenlage an Hauptstraße. Fachwerk-Obergeschoss, stark verändert, Datierung am Rähm, Erdgeschoss stark verändert, im Obergeschoss zu große Fenster, gezapfte Streben, wichtig durch Straßenlage an Hauptstraße. | 09242340 |
| Direkt Bild zu diesem Denkmal hochladen | Wohnhaus                                                                                               | August-Bebel-Straße 37 (Karte)          | um 1700                                              | Bau- und sozialgeschichtlich von Bedeutung, mit Fachwerk-Obergeschoss, altertümliche Fachwerkkonstruktion (Kopfstreben), wichtig durch Straßenlage an Hauptstraße und Ecklage zum Kirchberg. Geblattete Kopfbänder, verbretterter Giebel, Fachwerk teilweise mit Blech abgedeckt. | 09242341 |
| Direkt Bild zu diesem Denkmal hochladen | Scheune eines Häusleranwesens                                                                          | August-Bebel-Straße 43 (hinter) (Karte) | um 1800                                              | Baugeschichtlich von Bedeutung, Fachwerk-Scheune. Fachwerkdrempel, ein Giebel und Teil des Erdgeschosses massiv, guter Zustand. | 09242342 |
| Direkt Bild zu diesem Denkmal hochladen | Wohnhaus                                                                                               | Bahnhofstraße (Karte)                   | um 1800                                              | Sozialgeschichtlich von Bedeutung, mit Fachwerk-Obergeschoss, ortsbildprägende Lage. Wetterschrägen, zu große Fenster, unbewohnt. | 09242344 |
| Weitere Bilder                          | Villa mit Garten                                                                                       | Bahnhofstraße 4 (Karte)                 | um 1900                                              | Baugeschichtlich und ortsgeschichtlich von Bedeutung, repräsentativer, großbürgerlicher, historistischer Villenbau, Klinkerfassade mit Eckturm und Holzveranda. Klinkerfassade, Bleiglasfenster, Holzvorhäuschen, Villa gehörte ursprünglich Papierfabrikanten, Einfriedung vor 2010 beseitigt. | 09242345 |
| Weitere Bilder                          | Altes und neues Empfangsgebäude mit angebautem Güterschuppen und Wirtschaftsgebäude des Bahnhofs Remse | Bahnhofstraße 7 (Karte)                 | um 1875                                              | In wesentlichen Teilen im ursprünglichen Zustand erhalten und den einheitlichen Charakter der Bahnhofsbauten der Eisenbahnstrecke Glauchau–Wurzen (Muldentalbahn) repräsentierend, baugeschichtlich und eisenbahngeschichtlich von Bedeutung, Gründerzeitgebäude mit Anklängen an den Schweizerstil. Einzeldenkmale in der oben genannten Sachgesamtheit: (siehe Sachgesamtheit 09306181) Altes Empfangsgebäude: 1875, zweigeschossiger Putzbau mit Drempel und Satteldach (Preolitdeckung), mit Anklängen an den Schweizerstil, Mittelrisalit mit hochgezogener Mittel, Putzgliederung, weiter Dachüberstand mit profilierten Sparrenköpfen, gegliederte Hochrechteckfenster, Gurtgesimse, Holzverzierungen am giebelseitigen Dachfirst, angebauter Güterschuppen mit beidseitiger Laderampe. Neues Empfangsgebäude: 1888 erbaut, zweigeschossiger Putzbau mit Anbau, giebelständig zum Gleis gelegen, moderate Putzgliederung, Satteldach Preolitdeckung, Gurtgesims, angebaute frühere Wartehalle um 1979 stark überformt, restliches Gebäude weitgehend erhalten. Wirtschaftsgebäude: einschossiges Gebäude im Schweizerstil, Satteldach, Gurtgesims, drei Fenster im ersten Obergeschoss, zwei Fenster im Dachgeschoss weitgehend originaler Sprossung. | 09303676 |
| Direkt Bild zu diesem Denkmal hochladen | Bahnhof Remse                                                                                          | Bahnhofstraße 7 (Karte)                 | 1875                                                 | Für die Industrieentwicklung des Muldentals wichtige und landschaftsbildende prägende Normalspurbahn, wirtschaftsgeschichtlich, eisenbahngeschichtlich, landschaftsgestaltend sowie regionalgeschichtlich von Bedeutung. Sachgesamtheitsbestandteil der Sachgesamtheit Muldentalbahn, Teilabschnitt Remse, OT Remse mit dem Einzeldenkmal Bahnhof Remse (siehe Einzeldenkmal 09303676, siehe auch Sachgesamtheit 09306181, Glauchau, Rosa-Luxemburg-Straße 3) | 09306194 |
| Direkt Bild zu diesem Denkmal hochladen | Wohnhaus                                                                                               | Damaschkeweg 5 (Karte)                  | um 1830                                              | Sozialgeschichtlich von Bedeutung, mit Fachwerk-Obergeschoss. Fachwerk-Obergeschoss, Erdgeschoss massiv, Giebel verputzt mit Wetterschräge, traufseitiger Anbau. | 09242346 |
| Weitere Bilder                          | Kirche mit Ausstattung                                                                                 | Kirchberg (Karte)                       | 18. Jahrhundert                                      | Baugeschichtlich, ortsgeschichtlich und ortsbildprägend von Bedeutung, romanische Saalkirche, barock überformt. Beschreibung siehe Dehio | 09242351 |
| Direkt Bild zu diesem Denkmal hochladen | Wohnhaus                                                                                               | Kirchberg 1 (Karte)                     | um 1800                                              | Sozialgeschichtlich von Bedeutung, mit Fachwerk-Obergeschoss, ortsbildprägende Lage. Erdgeschoss massiv – verändert – zu große Fenster, Fachwerk-Obergeschoss, guter Zustand. | 09242352 |
| Weitere Bilder                          | Ehemaliges Kloster, sogenannter Roter Stock, heute Wohnhaus (mit zwei Hausnummern)                     | Kirchberg 5; 7 (Karte)                  | gegründet um 1147; um 1280 (Klosterteil); Umbau 1845 | Baugeschichtlich, ortsgeschichtlich und regionalgeschichtlich von Bedeutung. Vermutlich Teil der ehemaligen Benediktinerinnen-Klosterkirche Remse, im Kern romanisches Bauwerk, neogotisch überformt, Beschreibung s. Dehio, Irrtümlich unter Anschrift Kirchberg 3 erfasst. | 09242353 |
| Direkt Bild zu diesem Denkmal hochladen | Wohnhaus über winkelförmigem Grundriss                                                                 | Kirchberg 6 (Karte)                     | um 1680                                              | Baugeschichtlich von Bedeutung, mit Fachwerk-Obergeschoss, ein Hausteil mit besonders schöner und alter Fachwerkkonstruktion (Kopfstreben, geschweifte Andreaskreuze, Schwelle mit Kehlung). Älterer Bauteil mit geschweiften Andreaskreuzen, geblatteten Kopfbändern, Satteldach, Schwelle mit Kehlung, Anbau mit gezapften Holzverbindungen, beide mit Satteldach. | 09242354 |
| Direkt Bild zu diesem Denkmal hochladen | Wohnhaus über winkelförmigem Grundriss                                                                 | Kirchberg 8 (Karte)                     | um 1800                                              | Bau- und sozialgeschichtlich von Bedeutung, mit Fachwerk-Obergeschoss. Erdgeschoss massiv, Obergeschoss Fachwerk, gezapfte Holzverbindungen, ein Hausteil auch im Obergeschoss massiv, ein Giebel verschiefert. | 09242355 |
| Direkt Bild zu diesem Denkmal hochladen | Pfarrhaus, Stallgebäude und Scheune des Pfarrhofes                                                     | Kirchberg 10 (Karte)                    | bezeichnet 1737                                      | Baugeschichtlich und ortsgeschichtlich von Bedeutung, geschlossen erhaltener barocker Pfarrhof in Fachwerkbauweise, Seitengebäude mit Thüringer-Leiter-Fachwerk. Wohnhaus: Erdgeschoss immer massiv, Datierung am Schlussstein, Tür- und Fenstergewände erhalten – Porphyr, Krüppelwalmdach. | 09242356 |
| Direkt Bild zu diesem Denkmal hochladen | Wohnhaus, vermutlich ehemalige Kirchschule                                                             | Kirchberg 14 (Karte)                    | um 1790                                              | Orts- und baugeschichtlich von Bedeutung, mit verputztem Fachwerk-Obergeschoss, barockes Porphyrtuff-Portal, ortsbildprägende Lage an der Kirche. Fachwerk-Obergeschoss verputzt, Erdgeschoss massiv Bruchstein, originales Türgewände und Fenstergewände Porphyr, Haustür auch original. | 09242357 |
| Direkt Bild zu diesem Denkmal hochladen | Wohnstallhaus, Scheune, Stallgebäude und Seitengebäude (heute Wohnhaus) eines Vierseithofes            | Kirchberg 22 (Karte)                    | um 1800                                              | Baugeschichtlich und wirtschaftsgeschichtlich von Bedeutung, geschlossen erhaltene Hofanlage, durch Ecklage zum Meeraner Weg als Blickbeziehung wichtig. Wohnstallhaus massiv, originale Tür- und Fenstergewände, Seitengebäude Fachwerk, Ecklage, Blickbeziehung wichtig. | 09242358 |
| Direkt Bild zu diesem Denkmal hochladen | Einfriedung eines Grundstücks                                                                          | Pestalozzistraße (Karte)                | 19. Jahrhundert                                      | Ortsbildprägend und ortsgeschichtlich von Bedeutung, aus Bruchsteinmauerwerk. Bedeutung ungeklärt. | 09242360 |
| Direkt Bild zu diesem Denkmal hochladen | Grabmale sowie Kriegerdenkmal für die Gefallenen des Ersten Weltkrieges auf dem Friedhof               | Pestalozzistraße (Karte)                | um 1910 (Grabmale)                                   | Ortsgeschichtlich und künstlerisch von Bedeutung, im Reformstil der Zeit um 1910. - Grabmal Familie Theyson, - Grabmal Familie Mala (Papierfabrikant) und - Grabmal Familie Gräser-Strauß. | 09242350 |
| Direkt Bild zu diesem Denkmal hochladen | Wohnhaus                                                                                               | Pestalozzistraße 3 (Karte)              | um 1810                                              | Sozialgeschichtlich von Bedeutung, mit Fachwerk-Obergeschoss, Ecklage Thomas-Müntzer-Weg. Fachwerk-Obergeschoss, Erdgeschoss massiv, Tür im Obergeschoss, große Fenster im Obergeschoss. | 09242361 |
| Direkt Bild zu diesem Denkmal hochladen | Wohnhaus                                                                                               | Steingrube 7 (Karte)                    | um 1829                                              | Bau- und sozialgeschichtlich von Bedeutung, mit Fachwerk-Obergeschoss, schönes Thüringer-Leiter-Fachwerk, ortsbildprägende Lage. Erdgeschoss massiv, Obergeschoss Fachwerk. | 09242363 |
| Direkt Bild zu diesem Denkmal hochladen | Wohnhaus                                                                                               | Steingrube 10 (Karte)                   | 1824                                                 | Sozialgeschichtlich von Bedeutung, mit Fachwerk-Obergeschoss. Wohnhaus Schuhmacher Vogel, Obergeschoss Fachwerk, Erdgeschoss massiv, zu breite Fenster, verschiedene Anbauten. | 09242364 |
| Direkt Bild zu diesem Denkmal hochladen | Wohnhaus                                                                                               | Steingrube 12 (Karte)                   | um 1800                                              | Sozialgeschichtlich von Bedeutung, Fachwerk-Obergeschoss mit weitem Ständerabstand. Zu breite Fenster, Obergeschoss Fachwerk, Erdgeschoss massiv, Giebel verbrettert, Frackdach. | 09242365 |
| Direkt Bild zu diesem Denkmal hochladen | Wohnhaus                                                                                               | Steingrube 16 (Karte)                   | um 1830                                              | Sozialgeschichtlich von Bedeutung, mit Fachwerk-Obergeschoss. | 09242366 |
| Direkt Bild zu diesem Denkmal hochladen | Wohnhaus                                                                                               | Steingrube 18 (Karte)                   | bezeichnet 1837                                      | Sozialgeschichtlich von Bedeutung, mit Fachwerk-Obergeschoss. Erdgeschoss massiv, Obergeschoss Fachwerk, zu großes Fenster. | 09242367 |
| Direkt Bild zu diesem Denkmal hochladen | Wohnhaus mit angebautem Schuppen                                                                       | Steingrube 19 (Karte)                   | um 1800                                              | Sozialgeschichtlich von Bedeutung, mit Fachwerk-Obergeschoss, teilweise auch Erdgeschoss in Fachwerk. Fachwerk-Obergeschoss, teilweise auch im Erdgeschoss, angebauter Schuppen | 09242368 |

## Kertzsch
| Bild                                    | Bezeichnung                                                                                    | Lage                         | Datierung                 | Beschreibung | ID       |
| --------------------------------------- | ---------------------------------------------------------------------------------------------- | ---------------------------- | ------------------------- | --- | -------- |
| Direkt Bild zu diesem Denkmal hochladen | Wohnstallhaus, Stallgebäude und Seitengebäude (Torhaus mit Tor) eines ehemaligen Vierseithofes | Glauchauer Straße 6 (Karte)  | bezeichnet 1812           | Baugeschichtlich, sozialgeschichtlich und wirtschaftsgeschichtlich von Bedeutung, Ensemble von Fachwerkbauten, stattliches Wohnstallhaus mit Thüringer-Leiter-Fachwerk und Segmentbogenportal, am Seitengebäude Tor mit Sonnenmotiv. - Stall: Schlechter Bauzustand, Erdgeschoss massiv, Obergeschoss Fachwerk, Giebel verschiefert, - Torhaus: Fachwerk-Obergeschoss, Erdgeschoss massiv, Tor mit Sonnenmotiv, - Wohnhaus: Erdgeschoss massiv, Obergeschoss Fachwerk, Kreuzgewölbe im Stall, schöne Türgewände, verbretterter Giebel mit Wetterschrägen. | 09242370 |
| Direkt Bild zu diesem Denkmal hochladen | Wohnstallhaus eines Bauernhofes                                                                | Glauchauer Straße 9b (Karte) | 1. Hälfte 18. Jahrhundert | Baugeschichtlich von Bedeutung, strebenreiches Fachwerk und halbrunde Füllhölzer, ortsbildprägender Fachwerkgiebel. Halbrunde Füllhölzer, Obergeschoss Fachwerk, verzapfte Streben, ursprünglich Tür im Obergeschoss, Erdgeschoss massiv, ursprünglich Fachwerk – wahrscheinlich Umgebinde, Blattsassen noch vorhanden, kielbogenartig abgefast in Schwelle und Füllhölzern, Garageneinbauten. | 09242369 |
| Direkt Bild zu diesem Denkmal hochladen | Wohnstallhaus und Stallgebäude eines Vierseithofes                                             | Glauchauer Straße 13 (Karte) | um 1810                   | Baugeschichtlich und wirtschaftsgeschichtlich von Bedeutung, Wohnstallhaus ortsbildprägender Fachwerkbau mit schönem, straßenseitigem Giebel, massives Stallgebäude mit Kumthalle. Nur straßenseitiger Teil des Gebäudes gut erhalten, schöner Giebel, Erdgeschoss massiv. | 09242371 |
|                                         | Wohnstallhaus und Seitengebäude eines Bauernhofes                                              | Glauchauer Straße 17 (Karte) | vermutlich 1831           | Baugeschichtlich von Bedeutung, ortsbildprägende Fachwerkbauten. - Wohnhaus: Obergeschoss Fachwerk, Erdgeschoss und ein Giebel massiv, Erdgeschoss verändert, - Stall: Fachwerk-Obergeschoss mit Tür, Erdgeschoss massiv mit Garageneinbauten. | 09242373 |
| Direkt Bild zu diesem Denkmal hochladen | Wohnstallhaus und Seitengebäude (mit Oberlaube) eines Vierseithofes                            | Glauchauer Straße 19 (Karte) | 1. Hälfte 18. Jahrhundert | Baugeschichtlich und wirtschaftsgeschichtlich von Bedeutung, charakteristische dörfliche Fachwerkbauten, Seitengebäude mit seltener Oberlaube. - Wohnhaus: Obergeschoss Fachwerk, Blattsassen, Wasserhaus an Traufseite, - Seitengebäude: Mit Tordurchfahrt und achtjochiger Oberlaube, Knaggen, Tür im Obergeschoss, Erdgeschoss massiv mit Stall. | 09242374 |
| Direkt Bild zu diesem Denkmal hochladen | Seitengebäude eines Vierseithofes                                                              | Glauchauer Straße 21 (Karte) | um 1830                   | Baugeschichtlich und wirtschaftsgeschichtlich von Bedeutung, Fachwerkbau. Fachwerk-Obergeschoss, Erdgeschoss massiv, stark verändert. | 09242375 |

## Kleinchursdorf
| Bild                                    | Bezeichnung                                                                                  | Lage                         | Datierung                       | Beschreibung | ID       |
| --------------------------------------- | -------------------------------------------------------------------------------------------- | ---------------------------- | ------------------------------- | --- | -------- |
| Direkt Bild zu diesem Denkmal hochladen | Denkmalschutzgebiet Ortslage Kleinchursdorf (Vorschlag)                                      | (Karte)                      |                                 | Denkmalschutzgebiet Ortslage Kleinchursdorf | 09247668 |
| Direkt Bild zu diesem Denkmal hochladen | Wohnstallhaus eines Häusleranwesens                                                          | Forststraße 2 (Karte)        | um 1800                         | Sozialgeschichtlich von Bedeutung, mit Fachwerk-Obergeschoss, Lage am Ortseingang aus Richtung Remse wichtig – Blickbeziehung. Fachwerk-Obergeschoss, Erdgeschoss massiv, traufseitig erweitert, straßenseitig massiv, Frackdach erweitert Ende 19. Jahrhundert, ein Giebel verschiefert, aus Richtung Remse wichtig – Blickbeziehung. | 09242359 |
| Direkt Bild zu diesem Denkmal hochladen | Seitengebäude eines Vierseithofes                                                            | Forststraße 7 (Karte)        | 19. Jahrhundert                 | Baugeschichtlich von Bedeutung, mit Fachwerk-Obergeschoss, wichtig aufgrund dominanter Lage im Ort. Beide Giebel massiv, Erdgeschoss massiv, wichtig als Bestandteil des Denkmalschutzgebietes aufgrund dominanter Lage. | 09242378 |
| Direkt Bild zu diesem Denkmal hochladen | Wohnstallhaus eines ehemaligen Bauernhofes                                                   | Forststraße 11 (Karte)       | um 1810/1840                    | Baugeschichtlich von Bedeutung, mit ortsbildprägendem Fachwerkgiebel. Fachwerk-Obergeschoss, Erdgeschoss massiv. | 09242380 |
|                                         | Denkmal für die Gefallenen des Ersten Weltkrieges                                            | Forststraße 12 (bei) (Karte) | nach 1918 (Kriegerdenkmal)      | Ortsgeschichtlich von Bedeutung. | 09242377 |
| Direkt Bild zu diesem Denkmal hochladen | Wohnhauses (angebaut an Nr. 12)                                                              | Forststraße 13 (Karte)       | um 1800                         | Sozialgeschichtlich von Bedeutung, mit Fachwerk-Obergeschoss, Holzfensterstöcke im Erdgeschoss erhalten. Erdgeschoss massiv, Obergeschoss Fachwerk, Holzfensterstöcke im Erdgeschoss erhalten, verschiedene entstellende Anbauten. | 09242379 |
| Direkt Bild zu diesem Denkmal hochladen | Wohnstallhaus und Torbogen eines ehemaligen Vierseithofes                                    | Forststraße 19 (Karte)       | Ende 18. Jahrhundert            | Baugeschichtlich von Bedeutung, Fachwerkbau, schöner Giebel mit abgefasten Füllhölzern und Schwelle. Schöner Giebel mit abgefasten Füllhölzern und Schwelle, Frackdach, seitlicher Anbau, Rautenornament im Giebeldreieck, Dachkonstruktion mit Kehlbalken und Hahnebalken. | 09242381 |
| Direkt Bild zu diesem Denkmal hochladen | Wohnstallhaus, Scheune und zwei Seitengebäude eines Vierseithofes                            | Forststraße 21 (Karte)       | um 1800                         | Geschlossen erhaltenes Gehöft in Fachwerkbauweise von baugeschichtlicher Bedeutung. | 09242382 |
| Direkt Bild zu diesem Denkmal hochladen | Stallgebäude (mit Kumthalle) und Seitengebäude eines Vierseithofes                           | Forststraße 22 (Karte)       | 1. Hälfte 19. Jahrhundert       | Baugeschichtlich und wirtschaftsgeschichtlich von Bedeutung, Fachwerkbauten, ein Seitengebäude mit dreibogiger Kumthalle. - Pferdestall: Dreibogige Kumthalle, - Beide Gebäude: Erdgeschoss massiv, Fachwerk-Obergeschoss. | 09242383 |
| Direkt Bild zu diesem Denkmal hochladen | Seitengebäude eines Bauernhofes                                                              | Forststraße 23 (Karte)       | um 1800                         | Baugeschichtlich von Bedeutung, ortsbildprägender Fachwerkbau, strebenreiches Fachwerk. Erdgeschoss ebenfalls teilweise Fachwerk. | 09303675 |
| Direkt Bild zu diesem Denkmal hochladen | Wohnstallhaus und Stallgebäude sowie Torbogen eines Vierseithofes                            | Forststraße 28 (Karte)       | bezeichnet 1871 (Wohnstallhaus) | Baugeschichtlich und wirtschaftsgeschichtlich von Bedeutung, schönes Ensemble von Fachwerkbauten. Vermutlich Wohnstallhaus 1871 massiv unterfahren, am Türgewände datiert, Haus älter, schlechter Bauzustand aller Gebäude. | 09242384 |
| Direkt Bild zu diesem Denkmal hochladen | Seitengebäude eines Vierseithofes                                                            | Forststraße 30 (Karte)       | um 1810/1830                    | Baugeschichtlich von Bedeutung, ortsbildprägender Fachwerkbau. Erdgeschoss massiv. | 09242385 |
| Direkt Bild zu diesem Denkmal hochladen | Wohnstallhaus, Scheune, Seitengebäude, Stallgebäude und Torbogen eines Vierseithofes         | Forststraße 52 (Karte)       | um 1800                         | Wirtschafts-, sozial- und baugeschichtlich von Bedeutung, geschlossen erhaltenes Gehöft in Fachwerkbauweise, Fachwerk-Scheune mit V-Streben, Stallgebäude mit altertümlicher Fachwerkkonstruktion (Kopfstreben). - Stall: Erdgeschoss massiv, Obergeschoss Fachwerk, kielbogenartiger Eintiefung in Schwelle, geblattete Kopfbänder, Schiebefenster, - Scheune: Fachwerk, Stall mit Durchfahrt, angebaut an Wohnhaus, Erdgeschoss massiv, Obergeschoss Fachwerk. | 09242386 |
| Direkt Bild zu diesem Denkmal hochladen | Wohnstallhaus, Scheune und zwei Seitengebäude eines Vierseithofes                            | Forststraße 54 (Karte)       | Ende 18. Jahrhundert            | Baugeschichtlich und wirtschaftsgeschichtlich von Bedeutung, geschlossen erhaltener Bauernhof in Fachwerkbauweise, strebenreiches Fachwerk am Wohnstallhaus. Ein Seitengebäude mit Durchfahrt, Giebel Wohnstallhaus verschiefert. | 09242388 |
|                                         | Wohnstallhaus (Umgebindehaus) eines ehemaligen Vierseithofes                                 | Forststraße 55 (Karte)       | bezeichnet 1831                 | Baugeschichtlich von Bedeutung, für die Region seltenes Umgebindehaus, schöner Fachwerkgiebel und klassizistische Türportale. Umgebinde mit gezapften Kopfbändern, Streben ebenfalls gezapft, datiert am Türgewände, kleine Schiebefenster, Tür im Obergeschoss. | 09242387 |
| Direkt Bild zu diesem Denkmal hochladen | Wohnstallhaus, Seitengebäude, Stallgebäude (heute Wohnhaus) und Torbogen eines Vierseithofes | Forststraße 56; 58 (Karte)   | 1825                            | Baugeschichtlich und wirtschaftsgeschichtlich von Bedeutung, geschlossen erhaltenes Gehöft in Fachwerkbauweise, ortsbildprägend, ein Seitengebäude mit Fachwerk im Erdgeschoss (selten). - Ehemaliger Seitengebäude: Obergeschoss Fachwerk, Erdgeschoss massiv, zu Wohngebäude umgebaut, - Seitengebäude: Fachwerk Erdgeschoss und Obergeschoss, stark geschädigt, - Wohnhaus: Fachwerk-Obergeschoss, Erdgeschoss massiv, Veränderungen im Erdgeschoss.          | 09242390 |
| Direkt Bild zu diesem Denkmal hochladen | Scheune und drei aneinandergebaute Seitengebäude eines Bauernhofes                           | Forststraße 57 (Karte)       | um 1800, vielleicht älter       | Baugeschichtlich und wirtschaftsgeschichtlich von Bedeutung, Fachwerkgebäude. Zwei Scheunen und andere kleine Seitengebäude, Hof besteht aus fünf Gebäuden. | 09242389 |
| Direkt Bild zu diesem Denkmal hochladen | Scheune und Seitengebäude eines Vierseithofes                                                | Forststraße 59 (Karte)       | um 1800                         | Baugeschichtlich und wirtschaftsgeschichtlich von Bedeutung, ortsbildprägende Fachwerkbauten. - Scheune: Fachwerk, zum Teil massiv, Durchfahrt zugesetzt, - Seitengebäude: Fachwerk-Obergeschoss, Seitengebäude, ortsbildprägend, trotz Bauveränderungen wichtig. | 09242391 |

## Oertelshain
| Bild                                    | Bezeichnung                                                       | Lage                  | Datierung                 | Beschreibung | ID       |
| --------------------------------------- | ----------------------------------------------------------------- | --------------------- | ------------------------- | --- | -------- |
| Direkt Bild zu diesem Denkmal hochladen | Wohnstallhaus (Umgebindehaus) eines ehemaligen Vierseithofes      | Hohe Straße 1 (Karte) | bezeichnet 1823           | Baugeschichtlich von Bedeutung, stattlicher Fachwerkbau, für die Region seltenes Umgebindehaus. Erdgeschoss massiv, Obergeschoss Fachwerk, ursprünglich Umgebinde, gezapfte Knaggen, Holzdecke Bohlenstube erhalten, hohes Krüppelwalmdach, am Umgebinde gedoppelte Ständer, Giebel verkleidet, Inschrift in Schwelle, entstellende Fenstereinbauten. | 09242393 |
| Direkt Bild zu diesem Denkmal hochladen | Wohnstallhaus, zwei Seitengebäude und Scheune eines Vierseithofes | Hohe Straße 2 (Karte) | um 1800                   | Baugeschichtlich von Bedeutung, geschlossen erhaltenes Gehöft in Fachwerkbauweise, Seitengebäude mit seltener Oberlaube. Seitengebäude als Torhaus mit zweijochiger Oberlaube. | 09242394 |
| Direkt Bild zu diesem Denkmal hochladen | Seitengebäude und Scheune eines Bauernhofes                       | Hohe Straße 3 (Karte) | 1. Hälfte 19. Jahrhundert | Wirtschafts- und baugeschichtlich von Bedeutung, Fachwerkbauten. Scheune mit Hocheinfahrt. | 09242395 |
| Direkt Bild zu diesem Denkmal hochladen | Wohnstallhaus und Seitengebäude eines Bauernhofes                 | Hohe Straße 4 (Karte) | 1. Hälfte 19. Jahrhundert | Baugeschichtlich von Bedeutung, in Fachwerkbauweise. Erdgeschoss massiv, Obergeschoss Fachwerk, Seitengebäude mit Tür im Obergeschoss. | 09242396 |
| Direkt Bild zu diesem Denkmal hochladen | Seitengebäude eines Bauernhofes                                   | Hohe Straße 7 (Karte) | um 1800                   | Baugeschichtlich von Bedeutung, Fachwerkbau. Fachwerk-Obergeschoss, Erdgeschoss massiv. | 09242397 |

## Weidensdorf
| Bild                                    | Bezeichnung | Lage                              | Datierung                  | Beschreibung | ID       |
| --------------------------------------- | --- | --------------------------------- | -------------------------- | --- | -------- |
| Direkt Bild zu diesem Denkmal hochladen | Denkmalschutzgebiet Ortslage Weidensdorf (Vorschlag)                                                               | (Karte)                           |                            | Denkmalschutzgebiet Ortslage Weidensdorf | 09247669 |
|                                         | Kirche mit Ausstattung                                                                                             | Am Gemeindeamt (Karte)            | 1. Hälfte 15. Jahrhundert  | Baugeschichtlich, ortsgeschichtlich und ortsbildprägend von Bedeutung, schlichter Putzbau mit Dachreiter, romanischen Ursprungs mit gotischem Choranbau. Einschiffig mit eingezogenem Chor, dreiseitiger Ostabschluss durch spätgotische Fenster, Felderdecke und hölzerne Einrichtung im 18. Jahrhundert – reich bemalt, Emporenbrüstung mit Szenen aus Passion, an Gestühlwangen Ornamentmalerei, mit Resten der Wandmalerei sowie Epitaph-Altar und Kanzel. | 09242648 |
| Direkt Bild zu diesem Denkmal hochladen | Denkmal für die Gefallenen des Ersten Weltkrieges                                                                  | Am Roten Berg (Karte)             | nach 1918 (Kriegerdenkmal) | Ortsgeschichtlich von Bedeutung. | 09242647 |
| Direkt Bild zu diesem Denkmal hochladen | Wohnhaus | Am Roten Berg 4 (Karte)           | um 1650                    | Baugeschichtlich von Bedeutung, Fachwerk-Obergeschoss mit Andreaskreuzen, Schwelle abgefast, sehr alte Fachwerkkonstruktion. Fachwerk-Obergeschoss mit Andreaskreuzen, paarweise in jedem Gefach, Giebel verkleidet, als Stall genutzt, hintere Traufseite mit geblatteten Streben, beginnend am Ständer, von diesem V-förmig ausgehend, Schwelle abgefast. | 09242643 |
| Direkt Bild zu diesem Denkmal hochladen | Wohnstallhaus und Seitengebäude eines ehemaligen Vierseithofes (mit Nr. 5a)                                        | Am Roten Berg 5 (Karte)           | 1810                       | Baugeschichtlich von Bedeutung, Fachwerkbauten. Wohnhaus: Erdgeschoss und Giebel massiv, zu große Fenster. | 09242644 |
| Direkt Bild zu diesem Denkmal hochladen | Wohnhaus | Am Roten Berg 6 (Karte)           | um 1800                    | Sozialgeschichtlich von Bedeutung, mit Fachwerk-Obergeschoss. Garageneinbau, Bauveränderungen, eventuell nachträglich erweitert – Anbau Stallteil. | 09242645 |
| Direkt Bild zu diesem Denkmal hochladen | Wohnhaus | Am Roten Berg 7 (Karte)           | um 1800                    | Sozialgeschichtlich von Bedeutung, mit Fachwerk-Obergeschoss. Wohnhaus: Obergeschoss Fachwerk, Erdgeschoss massiv, eine Giebelseite und Teil Traufseite komplett massiv, Satteldach. | 09242646 |
| Direkt Bild zu diesem Denkmal hochladen | Wohnstallhaus und Stallgebäude eines ehemaligen Vierseithofes                                                      | Hauptstraße 3 (Karte)             | 1810                       | Baugeschichtlich von Bedeutung, Fachwerkbauten. Erdgeschoss teilweise noch original, beide massiv, am Wohnstallhaus leicht verändert, Hof mit Wirrpflaster. | 09242649 |
|                                         | Wohnstallhaus eines ehemaligen Vierseithofes                                                                       | Hauptstraße 6 (Karte)             | um 1810                    | Baugeschichtlich von Bedeutung, strebenreiches Fachwerk, straßenraumwirksamer Fachwerkgiebel. Straßenraumwirksamer Giebel, Gehöft ansonsten zerstört, Nutzung als Wohnhaus und Autohandel. | 09242650 |
| Direkt Bild zu diesem Denkmal hochladen | Seitengebäude (ehemaliges Torhaus) eines Bauernhofes                                                               | Hauptstraße 11 (Karte)            | um 1810                    | Baugeschichtlich von Bedeutung, Obergeschoss mit strebenreichem Fachwerk. Erdgeschoss massiv, Obergeschoss Fachwerk. | 09242651 |
| Direkt Bild zu diesem Denkmal hochladen | Wohnstallhaus, Scheune und Stallgebäude eines Dreiseithofes                                                        | Hauptstraße 13 (Karte)            | um 1800                    | Wirtschafts- und baugeschichtlich von Bedeutung, geschlossen erhaltenes Gehöft in Fachwerkbauweise, strebenreiches Fachwerk. - Wohnhaus: Erdgeschoss und ein Giebel massiv, zu große Fenster, - Stall: Erdgeschoss massiv, Tür im Obergeschoss, alle Gebäude mit Satteldächern. | 09242653 |
|                                         | Wohnstallhaus eines Dreiseithofes (mit Nr. 17a)                                                                    | Hauptstraße 17 (Karte)            | um 1830                    | Baugeschichtlich von Bedeutung, stattliches Gebäude in ortsbildprägender Lage mit schönem Fachwerkgiebel, Thüringer-Leiter-Fachwerk. Größere Fenster, Giebel wichtig für Straßenraumwirkung. | 09242654 |
| Direkt Bild zu diesem Denkmal hochladen | Wohnstallhaus und Scheune eines Vierseithofes                                                                      | Hauptstraße 19 (Karte)            | Ende 18. Jahrhundert       | Baugeschichtlich von Bedeutung, Fachwerkbauten. - Scheune: geblattete Streben, - Wohnhaus: gezapfte Holzverbindungen, Erdgeschoss verändert – nach mündlicher Auskunft Wohnhaus um 1705 entstanden. | 09242655 |
| Direkt Bild zu diesem Denkmal hochladen | Wohnhaus | Hauptstraße 27 (Karte)            | um 1800                    | Sozialgeschichtlich von Bedeutung, mit Fachwerk-Obergeschoss, ortsbildprägende Lage. Erdgeschoss verändert, Frackdach, eine Traufseite verändert. | 09242656 |
|                                         | Wohnstallhaus (Nr. 1), Stallgebäude, Scheune und Seitengebäude (Torhaus, Nr. 1a) eines Vierseithofes               | Lipprandiser Straße 1; 1a (Karte) | 1806                       | Baugeschichtlich, sozialgeschichtlich und wirtschaftsgeschichtlich von Bedeutung, geschlossen erhaltener Vierseithof in Fachwerkbauweise, ortsbildprägend. Scheune: Fachwerk, Giebel massiv 1877 | 09242657 |
|                                         | Wohnstallhaus (Umgebindehaus) eines Dreiseithofes                                                                  | Remser Weg 1 (Karte)              | bezeichnet 1810            | Baugeschichtlich von Bedeutung, Fachwerkbau, für die Region seltenes Umgebindehaus, im Erdgeschoss Segmentbogenportal. Wohnhaus: Mit Umgebinde, gezapfte Knaggen, holzreiches Fachwerk im Obergeschoss mit gezapften Streben jeweils an Hausecken, preußische Kappen im Stall, Türgewände mit bogenartigem Abschluss im Schlussstein datiert 1810, paarig stehende Ständer beim Umgebinde, Schwelle im Erdgeschoss erhalten, Giebeldreieck verbrettert.        | 09242658 |
|                                         | Wohnstallhaus (Nr. 3), Seitengebäude (Torhaus) und ehemaliges Stallgebäude (Nr. 3a) eines ehemaligen Vierseithofes | Remser Weg 3; 3a (Karte)          | um 1790                    | Baugeschichtlich, sozialgeschichtlich und wirtschaftsgeschichtlich von Bedeutung, weitgehend geschlossen erhaltenes Ensemble von Fachwerkbauten, ortsbildprägend. - Wohnhaus: Erdgeschoss massiv und verändert, beide Seitengebäude schlechter Bauzustand, Mittelflur mit Kreuzgewölbe, - Torhaus: Schönes Türgewände, im Erdgeschoss Lehmziegel. | 09242659 |